# Giosetta Fioroni
Giosetta Fioroni (née le 24 décembre 1932 à Rome) est une peintre italienne du pop art qui a su s’imposer dans un milieu majoritairement masculin.

## Biographie
Giosetta Fioroni est issue d'une famille d'artiste, son père Mario était sculpteur, sa mère peintre. Elle étudie à l'Accademia di belle arti di Roma, où elle est l'élève de Toti Scialoja.
Giosetta Fioroni expose à la VIIe Quadriennale de Rome de 1955 et l'année suivante à la XXVIIIe Biennale de Venise. Entre 1958 et 1962, elle fait un séjour à Paris.
De retour à Rome, elle fréquente le milieu artistique de la Galleria La Tartaruga de Plinio De Martiis. Elle fait la connaissance de Cy Twombly, Willem de Kooning et Robert Rauschenberg.
En 1961, lors d'une exposition personnelle à la Tartaruga avec Umberto Bignardi, elle expose des toiles réalisées avec des couleurs industrielles aluminium et or, représentant des signes, écritures, symboles superposés et effacés.
Elle fréquente le groupe de Verri ainsi que le Gruppo 63. Elle est la seule femme du groupe romain Scuola di Piazza del Popolo avec Tano Festa, Mario Schifano et Franco Angeli avec lesquels elle expose à la Biennale de Venise de 1964 (la Biennale de la Pop Art) sur invitation de Maurizio Calvesi. Elle obtient une reconnaissance en Italie dès les années 1960. Elle devient la compagne de l'écrivain Goffredo Parise jusqu'à la mort de ce dernier en 1986.
Dans la série Argenti qu'elle réalise entre 1961-1970, elle projette sur la toile des images de mannequins de la presse. D'objets offerts au désir masculin, Giosetta Fioroni en fait des sujets.
Depuis 1963, elle travaille à partir de photos projetées sur toile. En 1967, à la Galleria del Naviglio de Milan, elle expose une série de travaux avec des visages et figures féminines sur fond blanc et revisite des œuvres classiques de Botticelli, Carpaccio et Simone Martini.
En 1968, elle inaugure l'exposition Il teatro delle mostre à la Tartaruga intitulée La spia ottica, puis se représente à la Quadriennale de Rome en 1973.
À partir de 1969, s'intéressant aux contes et légendes, elle réalise des boîtes en bois contenant des objets ramassées dans la campagne. Au cours des années 1980, elle collabore avec des écrivains et poètes.
En 1990, l'Istituto Nazionale per la Grafica de Rome organise une rétrospective de ses travaux sur papier.
En 1993, à la Biennale de Venise, elle présente une salle d'exposition personnelle et au cours de la même année commence ses travaux à base de céramique,.
En 2018, une rétrospective de son travail est organisée par Flavio Arensi et Elettra Bottazzi au Museo del Novecento, à Milan.

## Œuvres

### Illustrations
- Raffaele La Capria Colapesce et Guappo e altri animali.
- Alberto Arbasino, Luisa col vestito di carta.
- Elio Fiore, I bambini hanno bisogno.
- Andrea Zanzotto, Meteo.
- Giulia Niccolai, Greenwich.
- Goffredo Parise, Capri, Ozio et Lettere a Giovanni Comisso
- Elisabetta Rasy, Succede a Roma 2001-2004.
- Giacomo Leopardi, Tristano: amore e morte.
- Valerio Magrelli, Natività
- Dario Voltolini, Corso Svizzera 49.

## Source
- (it) Cet article est partiellement ou en totalité issu de l’article de Wikipédia en italien intitulé « Giosetta Fioroni » (voir la liste des auteurs).